# Arietellus armata
Arietellus armata är en kräftdjursart som beskrevs av Wolfenden 1911. Arietellus armata ingår i släktet Arietellus och familjen Arietellidae. Inga underarter finns listade i Catalogue of Life.